# FIFA-Beachsoccer-Weltmeisterschaft 2007
Die FIFA-Beachsoccer-Weltmeisterschaft 2007 ist die dritte Austragung des Weltmeisterschaftsturnieres für Männer im Beachsoccer, das von der FIFA organisiert wird. Das Turnier fand vom 2. November bis zum 11. November 2007 in Copacabana, Rio de Janeiro, Brasilien statt. Alle 32 Spiele wurden in einem Stadion ausgetragen.
Weltmeister wurde zum elften Mal Brasilien, vor Mexiko.

## Teilnehmer
Für die Endrunde qualifizierten sich letztlich folgende 16 Nationalmannschaften aus den jeweiligen Kontinentalverbänden:
| 5 aus Europa                               | Frankreich  | Russland       | Portugal | Spanien |
|                                            | Italien     |                |          |         |
| 3 aus Südamerika                           | Argentinien | Brasilien (GG) | Uruguay  |         |
| 2 aus Nord-, Mittelamerika und der Karibik | USA         | Mexiko         |          |         |
| 2 aus Afrika                               | Nigeria     | Senegal        |          |         |
| 3 aus Asien                                | VA Emirate  | Japan          | Iran     |         |
| 1 aus Ozeanien                             | Salomonen   |                |          |         |

## Vorrunde

### Gruppe A
| Rang | Land      | Tore  | Differenz | Punkte |
| ---- | --------- | ----- | --------- | ------ |
| 1    | Brasilien | 19:8  | + 11      | 8      |
| 2    | Mexiko    | 12:11 | + 1       | 5      |
| 3    | Russland  | 9:6   | + 3       | 3      |
| 4    | Salomonen | 7:22  | - 15      | 0      |

|           |   |           |                      |
| Russland  | – | Mexiko    | 2:2n.V., 1:2 i. E.   |
| Brasilien | – | Salomonen | 11:2                 |
| Mexiko    | – | Brasilien | 4:6                  |
| Salomonen | – | Russland  | 2:5                  |
| Brasilien | – | Russland  | 2:2 n. V., 5:4 i. E. |
| Salomonen | – | Mexiko    | 3:6                  |

### Gruppe B
| Rang | Land     | Tore  | Differenz | Punkte |
| ---- | -------- | ----- | --------- | ------ |
| 1    | Spanien  | 16:11 | + 5       | 6      |
| 2    | Portugal | 11:12 | - 1       | 4      |
| 3    | Iran     | 14:14 | 0         | 3      |
| 4    | USA      | 16:20 | - 4       | 3      |

|          |   |          |                      |
| Portugal | – | Iran     | 3:3 n. V., 1:0 i. E. |
| USA      | – | Spanien  | 4:8                  |
| Spanien  | – | Portugal | 4:2                  |
| Iran     | – | USA      | 6:7                  |
| Spanien  | – | Iran     | 4:5                  |
| USA      | – | Portugal | 5:6 n. V.            |

### Gruppe C
| Rang | Land    | Tore  | Differenz | Punkte |
| ---- | ------- | ----- | --------- | ------ |
| 1    | Senegal | 15:8  | + 7       | 8      |
| 2    | Uruguay | 8:9   | - 1       | 5      |
| 3    | Italien | 13:12 | + 1       | 3      |
| 4    | Japan   | 6:13  | - 7       | 0      |

|         |   |         |           |
| Uruguay | – | Italien | 3:2 n. V. |
| Japan   | – | Senegal | 1:4       |
| Italien | – | Japan   | 6:3       |
| Senegal | – | Uruguay | 5:2       |
| Senegal | – | Italien | 6:5 n. V. |
| Japan   | – | Uruguay | 2:3       |

### Gruppe D
| Rang | Land        | Tore  | Differenz | Punkte |
| ---- | ----------- | ----- | --------- | ------ |
| 1    | Nigeria     | 14:12 | + 2       | 7      |
| 2    | Frankreich  | 11:10 | + 1       | 5      |
| 3    | Argentinien | 9:9   | 0         | 3      |
| 4    | VA Emirate  | 13:16 | - 3       | 0      |

|             |   |             |                      |
| Nigeria     | – | Argentinien | 5:3                  |
| VA Emirate  | – | Frankreich  | 5:6                  |
| Argentinien | – | VA Emirate  | 4:2                  |
| Frankreich  | – | Nigeria     | 3:3 n. V., 2:3 i. E. |
| Frankreich  | – | Argentinien | 2:2 n. V., 2:1 i. E. |
| VA Emirate  | – | Nigeria     | 6:6 n. V., 0:1 i. E. |

## Finalrunde

### Viertelfinale
|           |   |            |      |
| Spanien   | – | Mexiko     | 4:5  |
| Nigeria   | – | Uruguay    | 1:3  |
| Brasilien | – | Portugal   | 10:7 |
| Senegal   | – | Frankreich | 3:6  |

### Halbfinale
|           |   |            |     |
| Mexiko    | – | Uruguay    | 5:2 |
| Brasilien | – | Frankreich | 6:2 |

### Spiel um Platz 3.
|         |   |            |                |
| Uruguay | – | Frankreich | 2:2, 1:0 i. E. |

### Finale
|        |   |           |     |
| Mexiko | – | Brasilien | 2:8 |

## Auszeichnungen
- adidas Goldener Ball:  Buru
- adidas Goldener Torschütze:  Buru (10 Tore)
- FIFA Fairplay-Auszeichnung:  Brasilien